# Курі II
Курі II Кура (*д/н — 1341) — 24-й маї (володар) імперії Канем в 1340—1341 роках.

## Життєпис
Походив з династії Сейфуа. Син маї Абдали II. 1340 року після загибелі у війні з народом сао (на південний схід від Канему) брата — маї Курі I успадкував трон.
Продовжив війну з сао, але також зазнав поразки й загинув 1341 року. Йому спадкував брат Мухаммад I.